# Кястутіс Антанеліс
Кястутіс Антанеліс (лит. Kęstutis Antanėlis, 28 березня 1951, Вільнюс — 12 жовтня 2020, Вільнюс) — литовський композитор, архітектор, художник.

## Біографія
Закінчив Вільнюський інженерно-будівельний інститут (1975), а в 1990 — Вільнюську художню академію. Проектував будівлі, інтер'єри (Зал грамот Сейму Литовської Республіки, 1995), меблі.
У 1967 році створив рок-гурт «Antanėliai» та керував ним (гурт існував до 1981).
25 грудня 1971 року поставив у Вільнюсі (вперше в Європі) рок-оперу Ендрю Ллойда Веббера та Тіма Райса «Ісус Христос — суперзірка».
Автор близько 200 пісень (автор текстів багатьох з них) та близько 80 інструментальних п'єс, а також рок-опер «Любов і смерть у Вероні» за Вільямом Шекспіром («Ромео і Джульєтта», лібретто Сігітаса Гяди) та «Пер Гюнт» (у співавт. з А. Навакасом) .

## Фонотека
- Рок-опера «Кохання і смерть у Вероні» [Звукозапис]: за мотивами трагедії В. Шекспіра «Ромео та Джульєтта» / лібретто та текст С. Гяди; викон.: Арт. Держ. молодіж. театру Литви; Хор та орк. дир. А. Навакас. — Москва: Мелодія, 1984 (Рига: З-д грп.). — 2 грп. [ГОСТ 5289-80] : 33 об/хв, стерео.